# Dmitri Borisovich Kedrin
Dmitri Borisovich Kedrin (04 tháng 2 năm 1907 – 18 tháng 9 năm 1945) – là nhà thơ, nhà văn Nga – Xô Viết.

## Tiểu sử
Dmitri Kedrin sinh ở làng Scheglovka vùng Donbass (nay là Ukraina). Bố là kế toán trong ngành đường sắt, mẹ là thư ký ở trường học. Dmitri Kedrin học trường trung cấp thương mại, sau đó học tiếp trường cao đẳng đường sắt ở Dnepropetrovsk. Năm 1924 làm cộng tác viên văn học của báo Komsomonskaya pravda của địa phương. Từ năm 1931 ông chuyển đến Moskva, từ năm 1933 đến 1941 cộng tác với nhà xuất bản "Đội cận vệ trẻ" (Молодая гвардия).
Những năm Thế chiến II ông ra mặt trận, làm phóng viên của một tờ báo quân đội. Chiến tranh kết thúc ông trở lại Moskva tiếp tục hoạt động trong lĩnh vực văn hóa nghệ thuật. Mặc dù đã rất nổi tiếng từ sau bài thơ Búp bê (Кукла, 1931), Maxim Gorky đã khóc khi đọc bài thơ này, nhưng mãi đến năm 1940 ông mới in được tập thơ Những người chứng kiến (Свидетели) – tập thơ duy nhất được in khi ông còn sống.
Dmitri Kedrin là tác giả của nhiều trường ca lịch sử và nhiều bài ballade nổi tiếng. Ông cũng là một bậc thầy của thơ trữ tính. Bài thơ Những kiến trúc sư (Зодчие) của ông được nhà điện ảnh Andrei Tarkovsky dựng thành bộ phim Andrey Rublev và nhiều bài thơ khác của ông được các nhạc sĩ phổ nhạc. Ngoài sáng tác, ông còn dịch thơ từ tiếng Ukraina, Litva, Estonia, Gruzia và nhiều thứ tiếng khác.
Ngày 18 tháng 9 năm 1945 Dmitri Kedrin bị những kẻ ghen ghét ném vào bánh tàu hỏa. Thi hài ông được mai táng ở nghĩa trang Vvedensky, Moskva.

## Một số bài thơ
| Tình yêu Nhột bờ môi và hàm răng ớn lạnh Ngọn lửa lang thang trong bóng tối xác thân Mồ hôi giữa ngực… Và đấy gọi là tình? Đấy là tất cả những gì em muốn? Niềm say mê tối đen trong đôi mắt! Đêm qua nhẹ nhàng như một con chim… Còn anh cứ nghĩ tình là rượu vang Thứ rượu mà muôn đời say cũng được! Buổi xế bóng của cuộc đời Buổi xế bóng của cuộc đời. Chiều muộn. Lạnh lẽo và không chút lửa trong nhà. Bóng tối vây. Ngọn đèn giờ tắt ngấm. Biết lấy gì để xua bóng tối ra. Ánh bình minh, hãy nhìn vô cửa sổ! Thiên thần của đêm! Xin hãy thương tôi Tôi muốn nhìn thấy mặt trời lần nữa Mặt trời trước giờ chính ngọ của ngày! Ngày nào đấy trong con tim trai trẻ Ước mơ về hạnh phúc cứ ngân nga Giờ hồn tôi giống như một ngôi nhà Người ta mang đứa bé ra từ đó. Còn tôi bây giờ phân vân, nổi loạn Trao cho đất đai tất cả ước mơ… Thật giống như một bà mẹ điên rồ Vẫn lắc lư chiếc nôi giờ trống vắng. Em nói rằng ngọn lửa đà tắt ngấm Rằng anh và em – hai đứa đã già Em hãy nhìn xem, bầu trời xanh thắm! Bầu trời kia còn lớn tuổi hơn ta… Bản dịch của Nguyễn Viết Thắng | Любовь Щекотка губ и холодок зубов, Огонь, блуждающий в потемках тела, Пот меж грудей... И это есть - любовь? И это всё, чего ты так хотела? Да! Страсть такая, что в глазах темно! Но ночь минует, легкая, как птица... А я-то думал, что любовь - вино, Которым можно навсегда упиться! Вот и вечер жизни Вот и вечер жизни. Поздний вечер. Холодно и нет огня в дому. Лампа догорела. Больше нечем Разогнать сгустившуюся тьму. Луч рассвета, глянь в мое оконце! Ангел ночи! Пощади меня: Я хочу еще раз видеть солнце - Солнце первой половины Дня! Когда-то в сердце молодом Мечта о счастье пела звонко. Теперь душа моя — как дом, Откуда вынесли ребенка. А я земле мечту отдать Все не решаюсь, все бунтую... Так обезумевшая мать Качает колыбель пустую. Ты говоришь, что наш огонь погас Ты говоришь, что наш огонь погас, Твердишь, что мы состарились с тобою, Взгляни ж, как блещет небо голубое! А ведь оно куда старее нас... |